# Orbest Orizonia Airlines
Orbest Orizonia Airlines was een Spaanse chartermaatschappij met haar thuisbasis in Palma de Mallorca. De maatschappij werd in 1998 opgericht door de touroperator Grupo Viajes Iberia, onder de naam Iberworld.
Op 1 mei 2011 werd de maatschappij hernoemd tot Orbest Orizonia Airlines. Op 20 februari 2013 werd de laatste vlucht uitgevoerd. 

## Vloot
De vloot van Orbest Orizonia Airlines bestond in mei 2012 uit:
- 2 Airbus A330-300
- 6 Airbus A320-200